# Requiem pour un massacre
Pour plus de détails, voir Fiche technique et Distribution.
Requiem pour un massacre, également connu sous le titre Va et regarde (biélorusse : Iдзi i глядзi ; russe : Иди и смотри, Idi i smotri), est un drame de guerre soviétique réalisé par Elem Klimov et sorti en 1985. Le titre original se traduit littéralement « Viens, et vois », phrase tirée du verset 6:7 du Livre de l'Apocalypse.
Produit par les studios Mosfilm et Belarusfilm, le film est l'adaptation cinématographique de l'œuvre Récit de Khatyn (Хатынская повесть, 1971) et du mémoire Je suis d'un village en feu (Я з вогненнай вёскі, 1977) d'Alès Adamovitch. L'action se déroule sur le territoire de la Biélorussie soviétique durant la Grande Guerre patriotique en 1943. L'intrigue documente l'errance d'un garçon biélorusse qui assiste aux horreurs des massacres de masse perpétrés par les envahisseurs nazis sur des civils. L'apparence du garçon traumatisé passe, en l'espace de deux jours, de celle d'un adolescent joyeux à celle de vieil homme aux cheveux grisonnants.
Sorti en 1985 à l'occasion du quarantième anniversaire de la Libération, le film a été primé dans plusieurs grands festivals de cinéma, dont le prix d'or et le prix FIPRESCI au Festival international du film de Moscou 1985 et s'est classé sixième au box-office soviétique de 1986, ayant été visionné par 29,8 millions de spectateurs. Selon un sondage des lecteurs du magazine Sovietski ekran, il a été reconnu comme le meilleur film de l'année 1986 et comme l'un des meilleurs films de guerre de tous les temps selon de nombreux classements internationaux,,.

## Synopsis
République socialiste soviétique de Biélorussie, 1943. Sous les invectives d'un villageois qui leur interdit de poursuivre leur activité, deux enfants creusent le sable pour récupérer divers objets enfouis avec des cadavres de soldats. Le plus âgé, Fliora, trouve un fusil SVT-40. Revenu à son domicile, il décide de rejoindre un détachement de partisans. Ceux-ci viennent le chercher et malgré l'opposition farouche de sa mère, il part en la laissant avec ses deux sœurs car son père est sans doute au front.
Parmi les partisans, Fliora rencontre une jeune fille, Glacha. Le jeune homme, en raison de son âge, n'est pas emmené en opération. Vexé, il décide de quitter le détachement. Peu après, les nazis lancent une opération de contre-guérilla. L'emplacement du camp est bombardé et un parachutiste allemand atterrit non loin de là. Survivant par miracle à l'anéantissement de la base, Fliora et Glacha sont obligés de s'enfuir. Lorsqu'ils retournent au village natal de Fliora, ils n'y trouvent personne. Supposant que les villageois se sont cachés sur une île au milieu du marais, ils repartent. Contrairement à Glacha, Fliora ne remarque pas que contre le mur d'une construction sont répandus les cadavres des villageois récemment abattus. Après avoir lutté contre l'enlisement dans les marais pour atteindre l'île, les adolescents trouvent un groupe de villageois qui ont échappé aux massacres. Fliora apprend que sa mère et ses deux jeunes sœurs jumelles ont été tuées. Il croit alors que l'abandon de sa famille pour rejoindre les partisans a causé la mort de ses proches. Accablé par ce sentiment de culpabilité, il se jette tête première dans la boue; les villageois le relèvent.
Les paysans se relaient pour cracher sur une effigie d'Hitler. À ce moment-là, Fliora se fait une entaille et on lui coupe les cheveux avant de les enterrer dans le sol selon la coutume populaire. Trois paysans armés partent avec lui à la recherche de nourriture pour les civils restés sur l'île. Ils placent une effigie d'Hitler à un carrefour. N'ayant pas remarqué un panneau d'avertissement, deux d'entre eux sautent sur des mines. La nuit, Fliora et le dernier qui l'accompagnait, surnommé Roubej, arrivent à la périphérie du village et enlèvent une vache à un policier. Tenaillés par la faim, ils la traient en plein champ, mais sont pris sous le feu des nazis. Roubej et la vache sont tués. L'adolescent, épuisé, s'endort ensuite près du cadavre de l'animal. Au matin, il tente d'arracher à un paysan local une télègue pour livrer la carcasse aux partisans. C'est alors qu'un détachement allemand chargé des représailles surgit dans le champ. Le paysan demande à Fliora de cacher son fusil et son uniforme dans le foin et l'accompagne au village en le faisant passer pour un membre de sa famille.
Un Einsatzkommando SS, accompagné de collaborateurs de l'armée Vlassov et du Schutzmannschaft Bataillon 118, encercle et occupe le village. Après un « contrôle d'identité », ils se moquent des habitants et les conduisent dans une grange assez vaste. Un officier SS regarde à l'intérieur et autorise les adultes sans enfants à sortir, mais personne ne sort. Fliora, le visage marqué par la peur, sort par la fenêtre, suivi par une jeune fille tenant un enfant en bas âge. Les nazis lui arrachent son fils en riant et le balancent dans la grange par l'ouverture, tandis que la jeune mère est traînée par les cheveux vers des bergers allemands qui aboient. Les nazis et les collaborateurs outragent les habitants, font circuler une moto sur laquelle est attaché le cadavre d'un partisan assassiné, puis lancent des grenades et des cocktails Molotov sur la grange. Après avoir tiré sur le bâtiment en feu avec diverses armes, les nazis incendient les maisons avec des lance-flammes. Horrifié, épuisé mentalement et physiquement, Fliora perd connaissance et s'effondre le visage dans le sable. En quittant le village qui n'est plus qu'un brasier, les nazis placent un lit avec une vieille femme infirme au milieu de la route et déclarent : « On te laisse pour la reproduction, grand-mère. Tu verras, je suis sûr que tu feras encore de beaux enfants ».
Après s'être réveillé, Fliora se rend dans la forêt et découvre que les bourreaux, dont un SS-Sturmbannführer sont tombés dans une embuscade tendue par des partisans. Retrouvant son fusil dans le champ, il retourne au village, où il rencontre une unité de partisans. Là, il voit, survivante, la jeune femme qui était sortie de la grange avec son enfant: elle a subi un viol collectif perpétré par les nazis qui lui ont laissé sa veste et lui ont enfoncé un harmonica dans la bouche. Prenant un jerrican d'essence sur une moto allemande abandonnée, l'adolescent se rend là où sont les nazis capturés. Les partisans s'apprêtent à les abattre, mais ceux-ci, parmi lesquels se trouvent de nombreux collaborateurs, commencent à se justifier et à demander grâce. Seul un Obersturmführer fanatique déclare par l'intermédiaire d'un interprète : « Vous n'avez pas le droit d'exister. Les peuples n'ont pas tous le même droit à l'avenir. Ce sont les races inférieures qui sèment le virus du communisme. Vous ne devez pas exister. C'est notre mission et elle sera accomplie : aujourd'hui ou demain ».
Sur un signe du commandant, Fliora donne à l'interprète allemand un bidon d'essence, et ce dernier, espérant se sauver, le verse sur les prisonniers qui hurlent. Mais, ne pouvant supporter cette scène répugnante, l'une des femmes se met à leur tirer dessus avec un PPSh-41, et elle est immédiatement imitée par le reste des partisans. Ensuite, un habitant du village incendié jette la torche devenue inutile dans une flaque d'eau, et tout le monde se disperse en silence.
Les partisans quittent le village. Fliora, épuisé, les cheveux déjà grisonnants et le visage portant déjà des rides, trouve par terre un portrait d'Hitler avec l'inscription Гітлер асвабадзіцель, Hitler asvabadzitsel (litt. « Hitler libérateur » en biélorusse) et commence à lui tirer dessus frénétiquement. La scène est accompagnée de séquences d'actualités sur les événements clefs de la formation, du développement et des conséquences du national-socialisme allemand : en remontant le temps, camps de concentration — début de la Seconde Guerre mondiale — montée au pouvoir des nazis — putsch de la Brasserie et émeutes dans la République de Weimar — Première Guerre mondiale, et ainsi de suite. De la musique est diffusée — des marches nazies et des extraits de l'œuvre de Richard Wagner. Chaque fois que Fliora tire, le film passe à l'envers : les immeubles se relèvent au lieu de s'effondrer, les soldats défilent en reculant… Fliora continue à tirer, faisant remonter le temps, jusqu'à ce qu'apparaisse à l'écran un portrait d'Hitler en bas âge avec sa mère sur lequel il n'a pas la force de faire feu.
Dans la dernière scène, l'adolescent Fliora, prématurément vieilli, dont le visage porte les traces des épreuves qu'il a subies, et ses compagnons de guérilla s'enfoncent dans la forêt enneigée au son du Requiem de Mozart.

## Fiche technique
Sauf indication contraire, les informations mentionnées dans cette section peuvent être confirmées par la base de données cinématographiques IMDb,  présente dans la section « Liens externes ».
- Titre original : Иди и смотри
- Titre français : Requiem pour un massacre ou Va et regarde ou Va voir ou Viens et vois[6]
- Titre québécois : Va et regarde[7]
- Réalisation : Elem Klimov
- Scénario : Alès Adamovitch et Elem Klimov, d'après l'œuvre Récit de Khatyn (Хатынская повесть, 1971) et du mémoire Je suis d'un village en feu (Я з вогненнай вёскі, 1977) d'Alès Adamovitch
- Musique : Oleg Iantchenko
- Direction artistique : Victor Petrov
- Décors : Victor Petrov
- Costumes : Eleonora Semionova
- Photographie : Alexeï Rodionov
- Son : Victor Morse
- Montage : Valeria Belova
- Production : S. Terechtchenko
- Sociétés de production : Mosfilm et Belarusfilm
- Pays de production :  Union soviétique
- Langues originales : biélorusse, russe, allemand
- Format: couleur - 35 mm - stéréo - 1,37:1
- Genre : Drame de guerre
- Durée : 142 minutes
- Dates de sortie :
  - URSS : 9 juillet 1985 (Festival international du film de Moscou) ; janvier 1986 (sortie nationale)
  - France : 16 septembre 1987[6]
- Classifiction :
  - France : Interdit aux moins de 12 ans

## Distribution
- Alekseï Kravtchenko : Fliora (Florian) Gaïchoun
- Olga Mironova : Glacha (Glafira)
- Liubomiras Laucevicius : Kossatch, le chef des partisans
- Vladas Bagdonas (lt) : Roubej, un partisan/le passeur dans le marais
- Igor Ivanovitch Beziaïev (ru) : un partisan âgé
- Tatiana Borissovna Chestakova (ru) (VF : Béatrice Delfe) : la mère de Fliora
- Vassili Valerianovitch Domratchiov (ru) : un jeune policier avec un casque
- Igor Ivanovitch Gnevachev (ru): Iankel, un juif
- Iawhen Anatolevitch Kryjanowski (be): un partisan avec des lunettes
- Viktors Lorencs (lv) : Walter Stein, le sturmbannführer à la tête du détachement chargé des représailles
- Jüri Lumiste (et) : l'obersturmführer, un fanatique nazi
- Takhir Mousseïevitch Mateouline (ru) : un partisan âgé
- Piotr Vassilievitch Merkouriev (ru) : un partisan portant des lunettes et un casque
- Valentine Ivanovitch Michatkine (ru) : complice fasciste des nationalistes locaux
- Anatoli Mikhaïlovitch Slivnikov (ru) : un partisan déguisé en soldat allemand
- Evgueni Sergueïevitch Tilitcheïev (ru) : Guejel, camarade du Roubej
- Sviatlana Henadzewna Zeliankowskaïa (be) : une jeune fille (non créditée au générique)
- Aleksandr Nikolaïevitch Berda : Chef d'état-major du détachement des partisans
- Oleg Ivanovitch Chapko : un partisan
- Guennadi Elkine : le copain de Fliora coiffé d'une casquette qui au vu et au su du chef de village, déterre des armes en prenant une voix rauque comme celle de l'occupant.
- N. Lissichenok
- Viktor Sergueïevitch Manaïev : partisan avec une caméra
- Guennadi Matytski : un villageois
- Iakov Borissovitch Ovtchoukov-Souvorov : allemand avec un petit tambour
- Evguenia Poliakova
- Kasimir Rabetski : le staroste qui vitupère après les enfants qui déterrent des armes enfouies dans le sable
- Aleksandra Borissovna Rovenskikh : une SS dans une voiture, mourant plus tard dans la forêt
- Gueorgui A. Strokov : policier de la brigade d'autodéfense
- V. Vassiliev
- G. Velts : un soldat allemand

## Contexte historique
Parmi les doctrines raciales nazies figurait l'idée que les Slaves étaient membres d'une « race inférieure », descendants des « Aryens » et des « races asiatiques » (y compris la « race finlandaise ») dégénérés à l'état de « sous-hommes » par le mélange racial et l'influence du sang asiatique,,,,. Dans le même temps, les peuples russes et slaves orientaux pouvaient être considérés comme les plus dégénérés sur le plan racial parmi les Slaves, n'ayant conservé que d'insignifiantes « gouttes de sang aryen ». Le théoricien racial nazi Hans Günther considérait les Russes comme le résultat d'un mélange de la race nordique avec la race balte orientale et avec les Finlandais orientaux, avec une forte prédominance de ces deux derniers. L'un des principaux théoriciens des études raciales dans l'Allemagne nazie était Egon Freiherr von Eickstedt (de), auteur de Die rassischen Grundlagen des deutschen Volkes (1934). En 1938, son assistante Ilse Schwiedecki (de) a publié sous sa direction le livre Rassenkunde der Altslawen. L'idée principale de ce livre est que les Protoslaves appartenaient à la race nordique, mais qu'entre-temps, les Slaves avaient perdu la composante nordique, presque entièrement supprimée à la suite du mélange avec d'autres races. Selon elle, la « dénordisation » des Slaves orientaux est liée à la « race européenne orientale », dont le type leur a été transmis par les anciennes tribus finlandaises orientales.

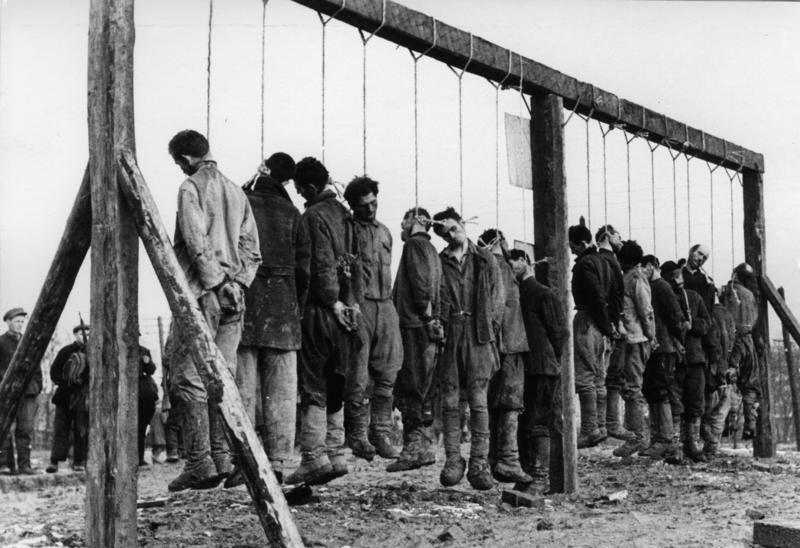
Partisans biélorusses exécutés en 1943.

Depuis 1940, les structures gouvernementales allemandes élaboraient le Generalplan Ost, qui prévoyait la dévastation des territoires conquis à l'est. Les auteurs du plan prévoyaient de détruire ou de déplacer en Sibérie les trois quarts de la population de Biélorussie, et d'utiliser le territoire de la république pour la culture de plantes nécessaires, mais impropres à l'alimentation, telles que le kok-saghyz,. L'Instruction sur les zones spéciales de la directive no 21 (plan Barbarossa), le décret sur l'exercice de la juridiction martiale dans la zone Barbarossa et sur les mesures spéciales des troupes, les « 12 commandements sur le comportement des Allemands à l'Est et leur traitement des Russes » et d'autres directives d'Hitler exonèrent les soldats de la Wehrmacht de toute responsabilité pour les crimes et élèvent la terreur contre la population civile au rang de politique de l'État.
Selon le mémorial de Khatyn, plus de 140 grandes opérations punitives ont été menées en Biélorussie, au cours desquelles la population indigène a été exterminée, emmenée dans des camps ou soumise au travail forcé en Allemagne. Au cours des trois années d'occupation, 2 230 000 personnes, soit un habitant sur quatre, ont été victimes de la politique nazie de génocide et de terre brûlée en Biélorussie. À la suite des opérations punitives, 628 villages ont été détruits. Parmi ces villages, 186 n'ont jamais été reconstruits, tous leurs habitants ayant été tués.
Des détachements de partisans commencent à se former en réponse aux atrocités commises par les occupants. Fin 1941, 12 000 personnes combattent dans les rangs des partisans au sein de 230 détachements. À la fin de la guerre, le nombre de partisans biélorusses dépasse les 374 000 personnes. Ils étaient réunis dans 1 255 détachements, dont 997 faisaient partie de 213 brigades et régiments, et 258 détachements opéraient de manière indépendante.
Le 2 mars 1943, deux pelotons de la 1re compagnie du Schutzmannschaft Bataillon 118 tombent dans une embuscade tendue par l'unité de partisans Mstitel (Мститель). Au cours de la bataille, trois d'entre eux sont tués et plusieurs soldats nazis, dont Hans Woellke, sont blessés. Des renforts sont appelés pour poursuivre les partisans : une partie de la 36e division SS arrive de Lahoïsk et une partie du Schutzmannschaft Bataillon 118 du village de Plieščanicy. Les soldats abattent 26 habitants du village de Kozyry, soupçonnés d'aider les partisans, et prennent d'assaut le village de Khatyn le même jour. Après une brève bataille, les partisans battent en retraite sous la pression des forces ennemies supérieures. Les nazis ne les ont pas poursuivis, mais ont massacré les habitants de Khatyn. 149 personnes meurent dans l'incendie du village où ils sont enfermés, dont 75 enfants. Le nom du village est devenu par la suite un symbole des crimes nazis, et c'est cet épisode de la guerre qui, selon le réalisateur du film, Elem Klimov, l'a incité à concevoir Requiem pour un massacre :
« Я тогда задумался: а ведь про Хатынь в мире не знают! Про Катынь, про расстрел польских офицеров знают. А про Белоруссию — нет. Хотя там ведь было сожжено более 600 деревень! И я решил снять фильм об этой трагедии »
— Elem Klimov

« Puis j'ai pensé : le monde ne connaît pas Khatyn ! Ils connaissent Katyne, la fusillade des officiers polonais. Mais ils ne connaissent pas la Biélorussie. Pourtant, plus de 600 villages y ont été brûlés ! J'ai donc décidé de faire un film sur cette tragédie »

## Production

### Scénario
Originaire de Stalingrad, Elem Klimov assiste, enfant, aux bombardements allemands sur la ville. Le futur réalisateur est particulièrement impressionné par l'évacuation nocturne sur la Volga, lorsque, au milieu des explosions de bombes, il voit Stalingrad s'étendre sur plusieurs kilomètres le long de la rive. Les fortes impressions de son enfance sont restées gravées à jamais dans la mémoire de Klimov, qui a considéré qu'il était de son devoir de réaliser un film sur cette période de l'histoire.
Outre les souvenirs d'enfance, il y a d'autres raisons. Selon le réalisateur, la guerre froide exerçait une pression psychologique extrême et l'idée d'une éventuelle Troisième Guerre mondiale était « littéralement ressentie physiquement ». À cet égard, il souhaitait vivement avoir le temps de réaliser son rêve de longue date. En outre, Klimov n'était pas satisfait de son film précédent, Raspoutine, l'agonie, estimant qu'il avait échoué dans sa tâche de montrer la complexité de la condition humaine, et il voulait se réhabiliter à ses propres yeux,.
Lorsque Klimov a commencé à chercher des documents relatifs à la guerre passée et à la guerre potentielle à venir, il est tombé sur Récit de Khatyn (Хатынская повесть, 1971) de l'écrivain biélorusse Alès Adamovitch, dont il n'avait jamais entendu parler auparavant. Le réalisateur a apprécié le talent de l'auteur, qui a su transmettre de manière impressionnante les cauchemars de l'occupation et du génocide pendant la guerre, et après avoir rencontré Adamovitch, il lui a proposé de travailler avec lui. Cependant, selon Klimov, le film n'est pas une adaptation de l'histoire : le livre a été une « impulsion de départ » et n'a servi que de base. Le scénario reprenait également certains motifs du roman d'Adamovitch Partizany (Партизаны, 1960) et de sa parabole documentaire et philosophique Karateli (Каратели, 1980). Mais la source principale était le livre Je suis d'un village en feu (Я из огненной деревни…, 1975), écrit par Adamovitch avec ses collègues biélorusses Yanka Bryl et Vladimir Kolesnik. Contrairement aux œuvres de fiction d'Adamovitch, le livre Je suis d'un village en feu était constitué de témoignages documentaires de personnes ayant survécu au génocide nazi en Biélorussie. Son contenu a fait une impression durable sur Klimov, qui s'en souviendra plus tard :
« Никогда не забуду лицо, глаза одного крестьянина, его тихий-тихий рассказ о том, как всю их деревню загнали в церковь и перед сожжением офицер из зондеркоманды предложил: «Кто без детей, выходи». И он не выдержал, вышел, оставив внутри жену и маленьких детишек… Как сожгли, например, другую деревню: взрослых всех согнали в амбар, а детей оставили. А потом, пьяные, окружили их с овчарками и позволили собакам рвать детей »
— Elem Klimov

« Je n'oublierai jamais le visage, les yeux d'un paysan, son récit calme et feutré sur le fait que tout le village a été conduit dans l'église et qu'avant l'incendie, un officier du Sonderkommando a crié : "Ceux qui n'ont pas d'enfants, sortez." Il ne l'a pas supporté et est sorti, laissant sa femme et ses jeunes enfants à l'intérieur... Comment un autre village a été brûlé, par exemple : tous les adultes ont été conduits dans une grange, mais les enfants ont été laissés sur place. Puis, ivres, ils les ont entourés de chiens de berger et ont laissé les chiens déchiqueter les enfants »
Le scénario du film s'intitule Oubeïte Guitlera (Убейте Гитлера, litt. Tuer Hitler). Ce titre, selon Elem Klimov, signifie « Tuez le Hitler qui est en vous » : il a été conçu dans un sens global, comme un appel à tuer le principe diabolique, tout d'abord, en soi. Le réalisateur savait qu'il s'agirait d'un film très violent et pensait que presque personne ne pourrait le regarder. Ayant fait part de ce fait à Adamovitch, Klimov entendit comme réponse : « Qu'ils ne le regardent pas. Nous devons laisser cela derrière nous. Comme un témoignage de guerre, comme un plaidoyer pour la paix ».
En 1987, le scénario est publié sous forme de livre séparé dans la collection Biblioteka kinodramatourgui.

### 1977: Tournage avorté deTuer Hitler

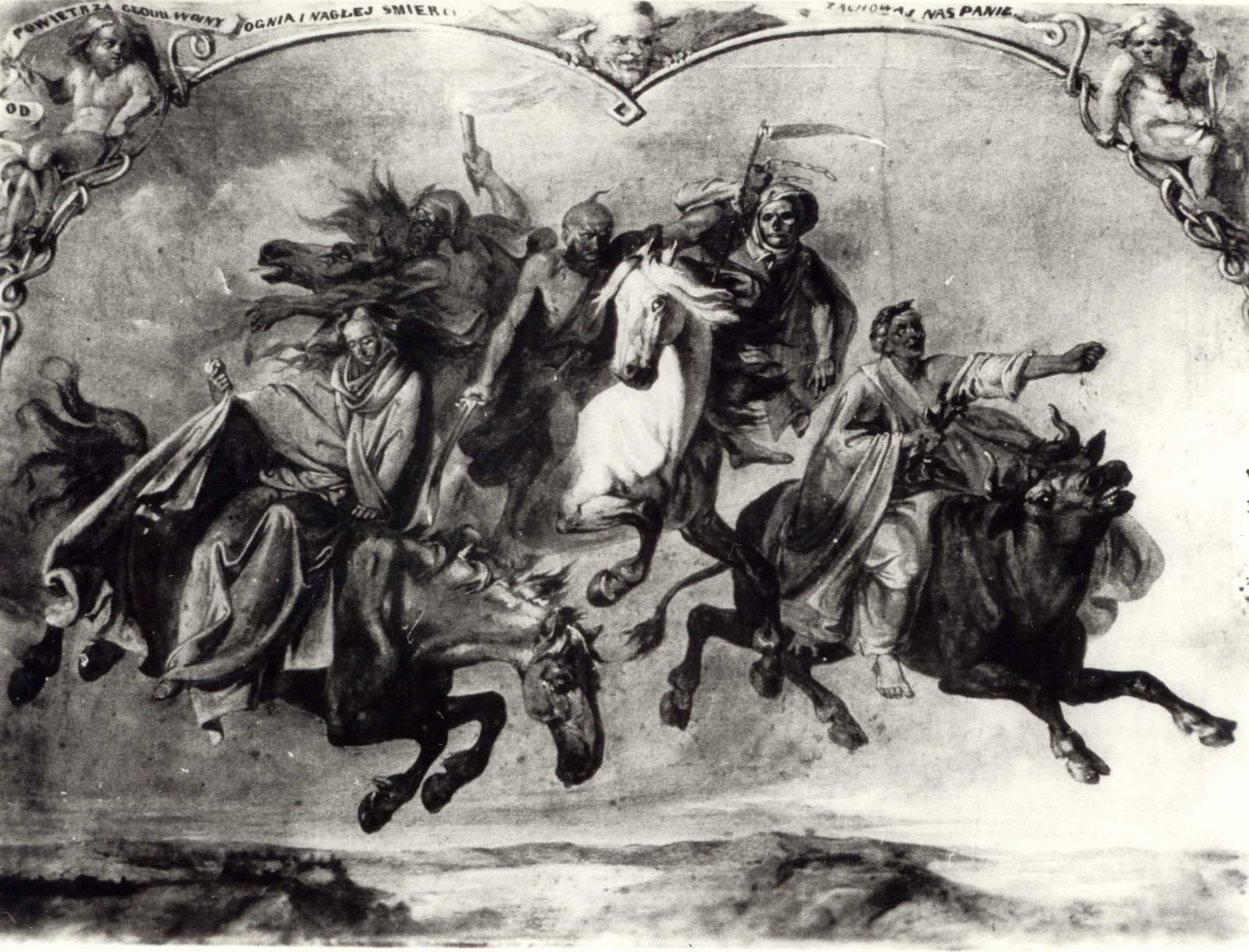
Apokalipsa, un tableau d' peint en 1854.

Dès le début de sa carrière, Elem Klimov acquiert la réputation d'un réalisateur peu enclin à transiger avec la censure. La sortie de chacun de ses films s'accompagne de difficultés considérables, car les méthodes et les idées créatives du réalisateur ne conviennent pas au Goskino. Par exemple, l'un de ses premiers courts métrages (Le Fiancé (ru)) a dû être défendu par le célèbre compositeur Mikaël Tariverdiev : le Goskino n'approuvait pas l'utilisation d'un fragment du ballet Roméo et Juliette de Prokofiev comme accompagnement musical. En conséquence, le recteur du VGIK s'est obstiné à empêcher le lancement de son film de fin d'études Soyez les bienvenus à Mosfilm, considérant cette œuvre comme « antisoviétique », car le camp des pionniers qui y est représenté donnerait une mauvaise image de l'État. Cette œuvre et d'autres films de Klimov sont sorties avec de longs retards et souvent avec un nombre réduit de copies, voire « ont fini remisés sur l'étagère ». Mais c'est le travail sur Requiem pour un massacre qui lui a donné le plus de fil à retordre.
Le tournage du film devait commencer en 1977 avec le soutien de Mosfilm au studio de cinéma Belarusfilm, qui avait déjà réalisé de nombreux films sur les partisans de la Grande Guerre patriotique. Une équipe de tournage a été constituée, les lieux de tournage ont été trouvés et les acteurs ont été sélectionnés. Le rôle de Fliora a été confié à un adolescent de 15 ans né en Sibérie, qui a été capable, lors des auditions, d'interpréter les différents états émotionnels de son personnage. Le travail sur le film battait son plein, avec le soutien du premier secrétaire du comité central du parti communiste biélorusse, Piotr Macherov. Ancien commandant d'un détachement de partisans, héros de l'Union soviétique, il a parcouru la république en hélicoptère avec le réalisateur, montrant et racontant où et comment les Biélorusses se sont battus. Mais plus tard, Macherov tombe malade et part se faire soigner à Moscou, après quoi Klimov se heurte à une forte résistance de la part des fonctionnaires du Goskino. Selon Dahl Orlov (ru), directeur du comité du Goskino, après avoir lu le scénario romancé puis le scénario du réalisateur, le film ne traite pas d'exploits, mais « d'une part, de la brutalité d'Hitler et, d'autre part, des partisans, qui sont montrés crasseux, extrêmement misérables, souvent d'apparence à peine humaine ». Dans une interview publiée en 1988 dans le magazine Ogonyok, Elem Klimov a parlé de l'attaque discrète du « cabinet » contre le scénario :
« Парень и девушка, герои фильма, пробираются через топкое болото — «пропаганда эстетики грязи»; нога деревенского старосты наступает на муравейник — «унижающее уподобление нашего народа муравьям»; немецкая пуля убивает на ночном поле корову — «натурализм, смакование»; далее: «где размах партизанского движения, почему позволили сжечь деревню?» »
— Elem Klimov

« Un garçon et une fille, les héros du film, pataugent dans un marécage - "propagande de l'esthétique de la saleté" ; le pied du chef du village marche sur une fourmilière - "assimilation humiliante de notre peuple à des fourmis" ; une balle allemande tue une vache dans un champ de nuit - "naturalisme, jouissance" ; plus loin : "quelle est la portée du mouvement des partisans, pourquoi ont-ils été autorisés à brûler le village ? »
Selon les souvenirs de Dahl Orlov, deux scènes ont suscité les principales remarques : la scène de course autour d'un grand marais forestier et le plan de Fliora sur le portrait du bébé Hitler dans les bras de sa mère. Selon le plan du réalisateur, la première scène devait montrer l'absurdité de toute guerre où les forces en présence souffrent de manière égale. À la question de savoir pourquoi on devrait éprouver de la compassion pour les Allemands, qui sont venus dans un pays étranger avec des armes, ont tué, brûlé, détruit tant de gens sur la terre biélorusse, dans la même mesure que pour les partisans défendant leur patrie, lorsque la question « être ou ne pas être » a été tranchée, le réalisateur a répondu qu'« une petite personne concrète qui a été envoyée à l'abattoir souffre quelle que soit la force historique qu'elle est forcée de représenter. C'est une idée universelle ». La seconde remarque concernait la dernière scène du film où Fliora tire sur un portrait d'Hitler ; le montage fait alors apparaître des images d'archives en remontant le temps, jusqu'à une image du dictateur encore enfant. Le garçon cesse alors de tirer. « Parce qu'un enfant est si précieux qu'il ne faut pas le tuer, même s'il s'agit d'Hitler », dit Elem Klimov. Dans ses mémoires, l'ancien vice-président du Goskino de l'URSS Boris Pavlenko (ru) écrit :
« Такая последняя точка превращала фашизм из социального явления в патологическую закономерность, заложенную, якобы, в человека природой изначально. »
— Boris Pavlenko

« Ce dernier point a transformé le fascisme d'un phénomène social en un modèle pathologique supposé être inhérent à la nature de l'homme depuis l'origine. »
Dans une interview publiée dans le magazine Ogonyok, Elem Klimov a déclaré que le refus de tuer l'enfant Hitler était considéré par les censeurs comme « un pardon total, un humanisme abstrait, une approche sans classe ». Après coordination avec le comité central du parti, le conseil artistique de Belarusfilm, auquel participe Dahl Orlov de Goskino, décide d'arrêter le travail sur le film Tuer Hitler.
Au cours de cette période, le réalisateur fait une dépression nerveuse qui l'oblige à s'absenter pendant près d'un an. En 1979, sa femme Larissa Chepitko meurt dans un accident de voiture. Un an plus tard, Piotr Macherov meurt également dans un accident de voiture.
Ce n'est qu'en 1984 que Klimov a pu commencer à tourner : au Goskino, il a été décidé de mettre en production un film de guerre qui coïnciderait avec le 40e anniversaire de la Grande Victoire. Le nouveau titre « Viens, et vois » est inventé littéralement « à la volée ». Klimov est convoqué à Goskino, où on l'informe à l'avance que le mot « Hitler » ne peut en aucun cas figurer dans le titre. En chemin, Elem Klimov demande à son frère Guerman Klímov (ru), scénariste, de feuilleter le Livre de l'Apocalypse, où se trouvent les lignes suivantes (le Livre aux sept sceaux au chapitre 6), :

« Et quand l’Agneau eut ouvert le quatrième sceau, j’entendis la voix du quatrième animal, qui disait : Viens, et vois.
Et je regardai, et je vis paraître un cheval de couleur pâle ; et celui qui était monté dessus se nommait la Mort, et l’Enfer le suivait ; et le pouvoir leur fut donné sur la quatrième partie de la terre, pour faire mourir les hommes par l’épée, par la famine, par la mortalité, et par les bêtes sauvages de la terre. »

— Bible Ostervald 1867/Apocalypse

### Attribution des rôles
Comme sept ans s'étaient écoulés depuis la première sélection d'acteurs et que l'acteur principal avait déjà grandi, le processus de préparation a dû être repris à zéro. Pour le rôle principal, le réalisateur ne souhaitait toujours pas trouver un acteur professionnel capable de masquer ses émotions, mais un simple garçon de quatorze ans. En raison de la complexité du personnage, un grand nombre de candidats ont été auditionnés.
L'interprète du rôle principal, Alekseï Kravtchenko, de son propre aveu, n'avait pas l'intention de participer à l'audition et s'y est rendu à la demande d'un ami qui voulait vraiment jouer dans le film et lui a demandé de le soutenir. Lors de l'audition, on a demandé à Kravtchenko de jouer la scène de la mort de la mère. Selon lui, il pleura involontairement de manière si convaincante que même certains membres de la commission pleurèrent. Klimov n'a pas été convaincu et a fait passer des tests supplémentaires au candidat pour le rôle. Par exemple, l'un de ces tests consistait à visionner des films d'actualité des années de guerre, y compris des prises de vue des camps de concentration. Après le visionnage, Kravtchenko s'est vu offrir du thé et des gâteaux, ce que l'adolescent a fermement refusé. Ce refus justifiait les attentes du metteur en scène, qui testait le futur interprète sur sa capacité à ressentir sincèrement le chagrin et la souffrance de quelqu'un d'autre à travers lui-même. Pour le rôle, Alekseï doit perdre beaucoup de poids. Il est soumis à un régime strict, mais il décide que ce n'est pas suffisant et commence à courir de longues distances pour mieux incarner son rôle d'enfant à bout de forces.
Pour le rôle de Glafira, Olga Mironova, étudiante à l'école des beaux-arts, a été sélectionné par Klimov, qui comptait non pas tant sur l'habileté de l'interprétation que sur la profondeur et la pureté des expériences personnelles dans les circonstances tragiques proposées. Pour Mironova, Requiem pour un massacre a été sa première et sa dernière participation au cinéma.
Si en 1977, Klimov envisageait la participation d'acteurs connus (par exemple, Stefania Staniouta et Alexeï Petrenko), en 1984, il préfère choisir des visages totalement inconnus. Guidé par le principe de tourner dans des circonstances extrêmement authentiques, le réalisateur en est venu par la suite à penser que travailler avec des non-professionnels était tout à fait justifié. Par exemple, le chef du village brûlé vif est interprété par un villageois, Kasimir Rabetski, qui se trouvait pendant la guerre sur l'île où le film a été tourné. Son monologue de suicide a été filmé sans bégaiement et sans qu'il soit nécessaire de le post-synchroniser, et Klimov a plus tard qualifié cette prestation de « prouesse d'acteur ».

### 1984: Tournage deRequiem pour un massacre

La prestation d'Alekseï Kravtchenko (âgé de quatorze ans à l'époque) a été universellement saluée par la critique et le public, et est largement considérée comme l'un des meilleurs jeux d'enfant acteur de tous les temps dans l'histoire du cinéma,.

Le tournage s'est déroulé chronologiquement sur neuf mois dans la réserve naturelle Berezinsky, à proximité du village de Kamenka. Pendant cette période, Elem Klimov était le seul membre de l'équipe à ne pas quitter les lieux de tournage une seule journée, de peur de perdre le contact avec la tragédie. Au cours de son travail, il relisait régulièrement le livre Je viens d'un village en feu, le décrivant comme une épreuve décisive qui l'obligeait à être le plus authentique possible. Cependant, le réalisateur a choisi de limiter le nombre de scènes violentes dans le film par rapport à celles abondamment décrites dans l'ouvrage.
Malgré sa motivation, sa grande expérience et la bonne préparation du tournage, Klimov a admis que le tournage a été « long et improductif ». Le manque d'expérience de Kravtchenko l'obligeait à passer beaucoup de temps à expliquer les choses. À cet égard, Kravtchenko lui-même a noté plus tard le grand professionnalisme et la retenue du réalisateur, qui n'a jamais élevé la voix contre lui. Il était nécessaire de préparer un jeune acteur aux expériences les plus difficiles tout en le protégeant du stress. Pour ce faire, Klimov a mis au point au préalable, avec des psychologues et des hypnologues, un système détaillé de défense psychologique, comprenant des tests et l'entrée dans le subconscient, la saturation de connaissances et la décharge pour éviter les troubles mentaux. L'adolescent a dû plus d'une fois osciller entre la raison et la folie. Il avouera plus tard à Klimov que pendant le tournage de la scène de la grange, il a « failli devenir fou », bien que dans d'autres interviews, il ait affirmé n'avoir ressenti aucun stress sur le plateau. La scène avec la vache a fortement impressionné Kravtchenko : sur le plateau, on a utilisé des balles traçantes réelles et, au moment où l'une d'elles a été tirée, l'animal libéré s'est dressé sur ses pattes, manquant d'écraser l'acteur. La vache est finalement morte sur le plateau de tournage des suites de sa blessure par balle. Plus tard, la presse a fait état de rumeurs selon lesquelles le jeune acteur aurait été soumis à l'hypnose, ce qu'il a personnellement démenti. Selon Kravtchenko, seul un psychologue pour enfants était présent sur le plateau, car le travail était difficile et le réalisateur craignait les crises de nerfs. Au lieu de l'hypnose, on utilise l'entraînement autogène de Schultz, que Klimov pratique lui-même et insiste pour que Kravtchenko l'apprenne également. Le seul cas où le réalisateur a voulu utiliser l'hypnose a été le tournage d'une scène dans le marais, où Fliora tente de se noyer dans la boue. Kravchenko refusa l'hypnose et joua la scène en une seule prise.
En plus des munitions réelles, de vrais obus ont été utilisés dans le film. Cela s'explique par le désir d'authenticité de Klimov. Au départ, il était prévu d'utiliser de la pyrotechnie prévue pour simuler des explosions d'obus d'artillerie et de mines, mais après plusieurs prises, le réalisateur et le chef opérateur sont arrivés à la conclusion que de telles explosions n'étaient pas naturelles. De vrais obus ont alors été utilisés, ce qui a considérablement augmenté le degré de risque pour les acteurs. Pour garantir la sécurité des acteurs et de l'équipe de tournage lors de la scène du pilonnage de balles traçantes, ces derniers s'abritaient derrière une dalle de béton de 1,5 mètre de haut et de 5 mètres de large.
Étant donné qu'un grand nombre d'acteurs non professionnels, y compris des personnes âgées, ont participé au tournage, Klimov a ressenti un profond malaise en les obligeant à revivre la guerre. Le réalisateur estime que malgré le fait que les Biélorusses aient « le génocide dans leurs gènes », le « mécanisme de défense psychologique », c'est-à-dire la capacité de l'organisme humain à oublier les chocs violents, les empêche de le jouer véritablement. À cet égard, Klimov a dû prendre des mesures inattendues. Par exemple, lors du tournage de la scène de l'incendie du village, une foule composée des résidents locaux est entrée dans la grange, mais l'intensité de l'émotion nécessaire n'a pas pu être atteinte. Un membre de l'équipe a fait courir le bruit que « les cinéastes peuvent sérieusement brûler » la grange, et l'un des acteurs jouant les Allemands a lancé en l'air une rafale de mitrailleuse. À la suite de cela, selon Klimov, « un hurlement a jailli de la grange qu'aucun acteur n'aurait pu simuler ». Dans le dernier épisode de la même scène, plusieurs personnes ont été laissées dans la grange, censées sortir par les fenêtres et secouer le portail, puis, lorsque l'incendie s'est déclaré, sortir par la porte arrière. Alors qu'ils étaient déjà partis, Evgueni Tilitcheïev (ru), qui jouait le traducteur-collaborateur, a dit en plaisantant qu'il ne restait « que sept personnes dans la grange », provoquant ainsi une certaine stupeur. Un problème d'un genre légèrement différent se pose avec les jeunes acteurs de la foule : de nombreux garçons et filles invités à jouer des partisans s'amusent souvent au début et ne prennent pas leur travail au sérieux. Sur les conseils d'Alès Adamovitch, Klimov inclut dans un amplificateur des chansons de guerre, qui mettent efficacement les acteurs dans l'ambiance du travail. Au détriment de l'authenticité, la langue biélorusse a dû être abandonnée. Selon Alexeï Kravtchenko, lors du doublage, il a été décidé « de faire un mélange de russe et de biélorusse, car si je parlais en biélorusse pur, personne ne comprendrait rien ».
Le film n'a pas été exempt d'épisodes curieux. Pour souligner la gravité des problèmes rencontrés par l'adolescent, le réalisateur a décidé de changer la couleur des yeux du personnage principal, qui sont passés du bleu au marron, en utilisant des lentilles de contact. D'après les souvenirs d'Alexeï Kravtchenko, il ne savait pas ce que c'était, et sur la décision de Klimov d'« installer des lentilles », il a réagi calmement, pensant qu'il s'agissait d'une sorte d'appareil d'éclairage. Une fois chez l'ophtalmologue et après avoir pris connaissance de l'essentiel des instructions du réalisateur, l'acteur a ressenti une véritable horreur. Aujourd'hui encore, Kravchenko traite avec humour les rumeurs concernant ses véritables cheveux gris et ses troubles mentaux, les considérant comme une évaluation de ses talents d'acteur. Les rumeurs sur les cheveux gris étaient fondées sur la haute qualité de la peinture de maquillage utilisée pour transformer le garçon en vieil homme. Pour créer l'image, on a utilisé la maquillage argenté (Silver Interference Grease-Paint) produite par Kryolan Brandel. Dans ce cas, une couche d'argent a été appliquée sous le maquillage habituel, modifiant la nature de la réflexion de la lumière. Il était impossible de redonner rapidement aux cheveux leur aspect initial, et Kravtchenko, à la fin du tournage, est rentré chez lui en gris, conservant cette forme pendant un certain temps.

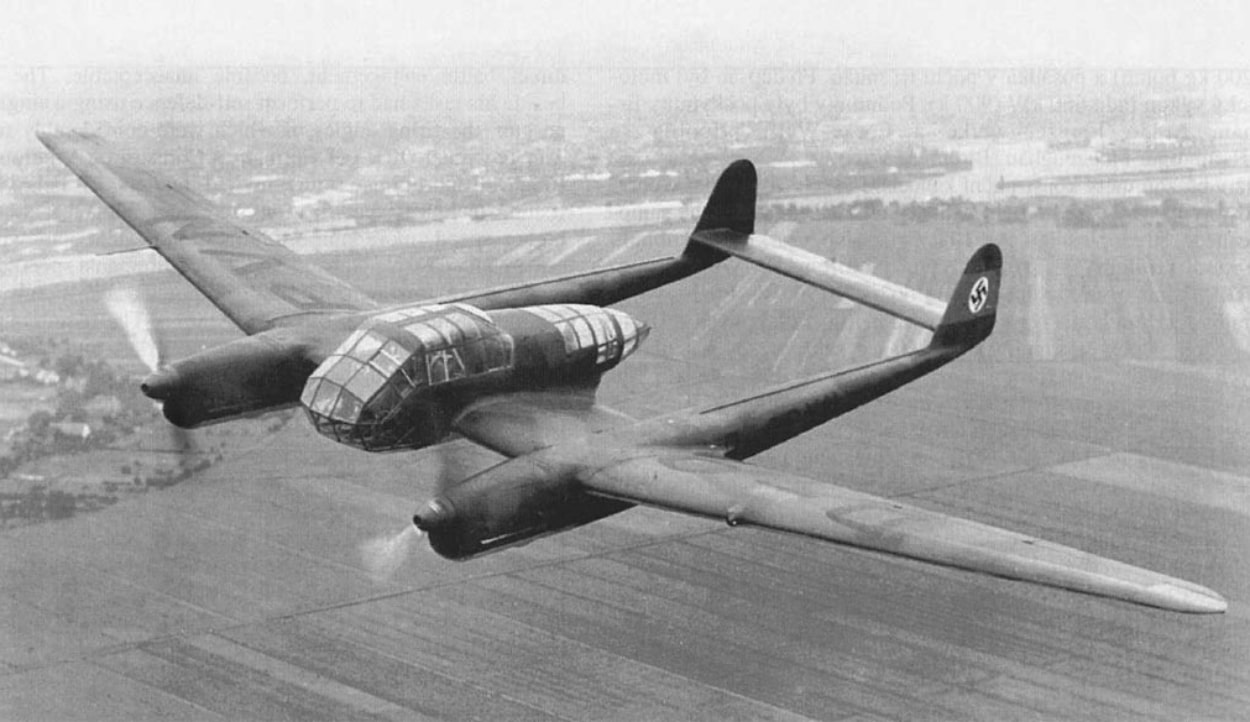
Un Focke-Wulf Fw 189. Un avion de reconnaissance de ce modèle apparaît à plusieurs reprises dans les scènes de vol au-dessus de la tête de Fliora tout au long de Requiem pour un massacre.

Un modèle radiocommandé de l'avion de reconnaissance Focke-Wulf Fw 189 Uhu, d'une envergure de 2,5 mètres, a été utilisé pour le tournage. L'appareil était contrôlé par les maîtres de l'aéromodélisme de l'URSS, A. Kharlamov et V. Beliaïev. Pour éviter l'impression d'un gadget à l'écran, l'opérateur Rodionov a utilisé un appareil spécial Temp 1SKL pour filmer en accéléré à une cadence de 70 images par seconde. Le film a été tourné pour moitié sur la pellicule importée Eastman Kodak 5293, et pour le reste sur des pellicules soviétiques DS-5m et LN-8. Dans la scène de la photo, un éclairage supplémentaire dosé avec une exposition variable a été utilisé pour simuler l'apparence du soleil et créer l'illusion d'une vieille photographie délavée.

### Scène non filmée
Plus tard, dans une interview, Elem Klimov a regretté de ne pas avoir pu tourner le point d'orgue du film. À une époque, c'est cette scène qui avait suscité des objections de la part des censeurs. Boris Pavlenko (ru), ancien vice-président de Goskino, s'en souvient :
« В центре картины стояла принципиально неприемлемая сцена «Круговой бой», где и немцы, и партизаны, очумев от крови и ярости, уже потеряли человеческий облик, оказались равно жестокими и бессильными. Вольно или невольно, они уравнивались в ответственности за кровавое действо. »
— Elem Klimov

« Au centre du film se trouvait la scène fondamentalement inacceptable du "combat en cercle", où les Allemands et les partisans, fous de sang et de rage, avaient déjà perdu leur humanité et étaient tout aussi cruels et impuissants les uns que les autres. Bon gré mal gré, ils étaient égaux dans la responsabilité de l'action sanglante. »
Selon Klimov, c'est à cause de cette scène qu'il a choisi le titre Viens, et vois. Cependant, l'organisation du tournage était loin d'être idéale, et le temps manquait pour mettre en œuvre tout ce qui était prévu. Le film a été tourné dans l'ordre chronologique, et pour résoudre les tâches du réalisateur, l'interprète du rôle principal, un acteur non professionnel, a dû suivre chronologiquement le terrible parcours de son héros. Le respect de l'évolution morale d'Alekseï Kravtchenko dans le rôle de Fliora a coûté au processus de travail un mois et demi supplémentaire, et le tournage s'est déroulé en hiver : le départ final des partisans ayant été filmé auparavant dans la forêt enneigée. Cependant, Klimov se souvient que lors de conversations ultérieures avec Adamovitch, il est arrivé à la conclusion que le public ne pouvait pas supporter cette scène :
« Это апокалипсическая сцена на гигантском торфяном болоте с лесом, чудом сохранившимся на нём, вокруг которого идёт бой равных сил: немцев и партизан, — никуда в сторону нельзя шагнуть, уйти, ускакать, потому что провалишься в горящий торф, как в ад, и нет этому бою конца, бой идёт до полного уничтожения. Солнце как бы остановилось над лесом и ждёт, когда люди добьют друг друга. А тут же мирные жители, и коровы, и дети, и раненые — одним словом, конец света »
— Elem Klimov,

« C'est une scène apocalyptique sur une gigantesque tourbière avec une forêt miraculeusement préservée, autour de laquelle se déroule une bataille à forces égales : Allemands et partisans - vous ne pouvez pas vous écarter, aller n'importe où, galoper, parce que vous tomberez dans la tourbe brûlante, comme en enfer, et il n'y a pas de fin à cette bataille, la bataille se poursuit jusqu'à la destruction complète. Le soleil s'est comme arrêté sur la forêt et attend que les gens s'achèvent. Et il y a des civils, des vaches, des enfants, des blessés - en un mot, c'est la fin du monde. »

## Exploitation
Requiem pour un massacre a été présenté pour la première fois au cours de l'été 1985 au Festival international du film de Moscou, où il a reçu le Prix d'or et le Prix FIPRESCI. Le film est sorti dans les salles soviétiques le 17 octobre 1985 et il s'est classé sixième du box-office de l'année : il a été vu par 29,8 millions de spectateurs. Au cours des trois années suivantes, le film est projeté dans onze pays, principalement européens, mais aussi en Amérique du Nord et en Asie. Selon Klimov, le film a paru si choquant à l'étranger que des ambulances étaient en service à l'extérieur des cinémas pendant les projections, afin d'éloigner les spectateurs trop impressionnables. Lors d'une discussion sur le film, un Allemand âgé a déclaré : « Je suis un soldat de la Wehrmacht. Plus encore, un officier de la Wehrmacht. J'ai traversé toute la Pologne, la Biélorussie, je suis allé jusqu'en Ukraine. Je témoigne : tout ce qui est raconté dans ce film est vrai. Et le pire et le plus honteux pour moi, c'est que mes enfants et mes petits-enfants verront ce film ». En France, le long-métrage sort deux ans plus tard, en septembre 1987, et connaît une carrière assez discrète dans quelques salles, où il totalise 14 916 entrées en neuf semaines d'exploitation.
Requiem pour un massacre a été élu meilleur film de 1986 lors d'un sondage réalisé auprès des lecteurs du magazine soviétique Sovietski ekran, et s'est ensuite imposé dans de nombreux classements de films, y compris étrangers. Sur Kritikanstvo, le film obtient le score de 100 % et sur Rotten Tomatoes, le score de 90 %. Sur Allociné, les spectateurs attribuent au film la note moyenne de 4,3/5. Le site dvdclassik.com donne au film la note de 9/10. Selon le magazine Time Out, il occupe la sixième place sur sa liste des « 50 plus grands films de guerre de tous les temps » et est également le meilleur film sur la Seconde Guerre mondiale. En 2008, un autre magazine britannique, Empire, l'a classé au 60e rang de sa liste des « 500 plus grands films de tous les temps ». Dans une enquête menée en 2012 auprès de cinéastes par le magazine britannique Sight & Sound, il a été classé à la 30e place sur sa liste des plus grands films de tous les temps. En août 2019, le portail de télévision cinématographique américain Screen Rant a compilé une sélection des dix meilleurs films sur la Seconde Guerre mondiale ; Va et regarde a été classé no 1 sur la liste,.
Après la sortie du film, Klimov a eu pour la première fois l'occasion de voyager à l'étranger, et ses rétrospectives ont commencé à être organisées dans différents pays. Le réalisateur a déclaré que, malgré l'incroyable ascension psychologique, il commençait à être hanté par le sentiment d'avoir déjà tout essayé en matière de cinéma. Il revient alors à l'idée de porter à l'écran le roman de Mikhaïl Boulgakov Le Maître et Marguerite, qui lui avait été personnellement refusée par le président du Goskino, Filip Iermach. Il coécrit le scénario avec son frère Guerman Klimov (ru), mais pendant la Perestroïka, il est élu premier secrétaire de l'Union des directeurs de la photographie de l'URSS. Cette élection surprend totalement Klimov, mais il ne renonce pas à son nouveau rôle et entreprend de restructurer le système de production et de distribution de films en Union soviétique. Cette activité met un frein à ses projets créatifs. Requiem pour un massacre devient ainsi le dernier film de sa carrière de réalisateur.

### Accueil critique
La grande majorité des critiques font l'éloge du film, bien que certains aient fait le lien entre ce qui est montré à l'écran et la propagande soviétique. Par exemple, Rita Kempley, critique au Washington Post, a affirmé dans sa critique de 1987 que Klimov « en a trop fait » en dépeignant les nazis comme des détraqués, et que les mots d'un prisonnier nazi « Vous n'avez pas le droit d'exister. Ce sont les races inférieures qui sèment le virus du communisme » serait un hommage au Politburo. Le critique du New York Times Walter Goodman, dont la critique a également été publiée en 1987, avertit le spectateur que le « matériau puissant, puissamment présenté d'Elem Klimov est fortement surchargé. Cela donne l'impression d'une pression artificiellement stimulée sur la psyché, ce qui aboutit au résultat inverse : les effets cessent d'être efficaces ». Selon Goodman, Alexeï Kravychenko, qui grimace, ressemble surtout à un corps à travers lequel Klimov tente de transmettre ses émotions au spectateur. Comme Kempley, Goodman critique vivement la représentation des nazis comme des sadiques inhumains et lâches, et l'épisode dans lequel un Allemand tirant les cheveux d'une paysanne sur le sol s'arrête pour s'allumer une cigarette, est considéré par le critique comme racoleur. Cette perception n'est pas exclusive aux critiques anglo-saxons. Par exemple, le critique allemand Andreas Kilb (de), chroniqueur pour Die Zeit, a qualifié le film d'« exemple impressionnant de la nouvelle génération de films de guerre sortis au printemps 1987, avec Platoon d'Oliver Stone et Lettres d'un homme mort de Konstantine Lopouchanski : pas de héros, pas de victoire, pas de compassion de "plus haute intensité" pour les blessés et les morts ». Kempley, d'autre part, a comparé « l'enfer hallucinatoire de sang, de saleté et de folie progressive » au drame Apocalypse Now de Francis Ford Coppola, et la spectaculaire « poésie visuelle » de Klimov à Sibériade d'Andreï Kontchalovski. « C'est l'Apocalypse Now de la Seconde Guerre mondiale (…) et son côté terrifiant dans l'horreur lui vaudra la détestation de certains critiques français », écrit, à propos du film, Marcel Martin.
« Il n'y a pourtant aucune complaisance morbide dans cette fresque convulsive constamment transcendée par une vision épique d'une puissance exceptionnelle et distanciée par le fait que le protagoniste, un gamin d'une quinzaine d'années, regarde souvent la caméra : le spectateur est ainsi érigé en témoin et non pris au piège d'une dramatisation accrocheuse », ajoute-t-il.
Goodman, pour sa part, a qualifié Klimov de « talent indéniable » et de « maître du réalisme irréaliste », capable de pénétrer en profondeur dans des événements qui dépassent les limites de la perception humaine. Le critique considère notamment comme un tel événement la surdité temporaire de Fliora, lorsque les bruits du monde extérieur deviennent pour le garçon plus silencieux que sa propre respiration.
Le critique américain Roger Ebert attribue au film la note de 4/4.
Dans sa critique originale du film, publiée en septembre 1987, le journal Le Monde qualifie le réalisateur Elem Klimov de « grand cinéaste humaniste, lyrique, passionné ».
Les critiques de la version restaurée, publiées en avril 2019, du Monde et de Télérama qualifient le film de « chef-d’œuvre »,.
Christian Collin, dans Guide des films édité par Robert Laffont, écrit : « Un film foisonnant, parfois outré et désordonné, mais atteignant dans ses meilleurs moments à une terrible intensité. L'ultime séquence où le héros, mitraillant une photo de Hitler, remonte le cours de l'histoire et en gomme le fascisme, atteint à un pathétique très représentatif du style de son auteur. »

### Distinctions
- Festival international du film de Moscou 1985 :
  - Prix d'or
  - Prix FIPRESCI (Fédération internationale de la presse cinématographique)
- Mostra de Venise 2017 : meilleur film restauré[68]

### Restauration
Le 1er septembre 2017, lors de la 74e Mostra de Venise, une copie de Requiem pour un massacre, restaurée par Mosfilm, a été présentée en avant-première dans la section rétrospective Venezia Classici ; elle a été produite par le chef opérateur et réalisateur russe Karen Chakhnazarov. Le film a remporté le prix du meilleur film restauré,,.
Le film ressort en combo DVD/Blu-ray le 17 septembre 2019 chez Potemkine. L'édition comprend une restauration 2K du film, un making of, un entretien avec le réalisateur et l'équipe technique, des documentaires historiques, les analyses et points de vue de Bertrand Mandico, Nicolas Boukhrief, Gaspar Noé et Albert Dupontel.

## Analyse

### Le bien et le mal
Requiem pour un massacre dépeint la pratique caractéristique du XXe siècle de l'extermination massive d'êtres humains, qui a conduit la pensée philosophique humaniste à s'interroger à nouveau sur la notion du Bien face à l'assaut du Mal. Bien que le concept d'extermination ne soit pas nouveau en soi, le film de Klimov couvre une période de l'histoire dont le souvenir reste vivace dans de nombreux pays du monde en raison de son caractère relativement récent et de l'ampleur sans précédent des exécutions de civils. La réalité historique des événements décrits, soulignée par l'attention documentaire de la vie villageoise, des objets de la vie quotidienne et des costumes des personnages du film, complète la parabole philosophique du Bien et du Mal, qui est capté au moment de son apogée et qui domine la plus grande partie du film. Rares sont les courts répits dans l'horreur de la guerre, et ils sont immédiatement suivis d'un retour au supplice : la pluie qui scintille au soleil et se déverse sur Fliora et Glacha est rapidement remplacée par les éclats impitoyables des bombes ; le confort illusoire de l'âtre chaleureux de la maison de Fliora s'évanouit instantanément à la vue des poupées de chiffon étalées sur le sol, gisant presque comme les cadavres entassés à la périphérie de la ville. Comme le résume le magazine TimeOut : « Le film de Klimov affirme sans ambages que si Dieu existe, il prenait une très longue pause déjeuner au début des années 1940 ».
En aiguisant la perception du spectateur avec une précision documentaire, le réalisateur crée l'illusion de la réalité en saturant l'imagerie du film de métaphores visuelles colorées symbolisant le triomphe de la mort et le triomphe des forces de l'enfer : sables mouvants remplis de cadavres ; carré cornu d'un avion de reconnaissance allemand planant dans le ciel tel un ange de la mort ; champ recouvert d'une épaisse brume grise d'où surgissent, tels des cavaliers de l'Apocalypse, des nazis à moto avec sur la remorque le cadavre d'un fusillé nu ; un loris espiègle sur l'épaule du Sturmbannführer, qui donne sur un ton mondain l'ordre de détruire le village. Sans s'arrêter à des allégories évidentes, le réalisateur dispose tout au long du film les personnages et les décors dans des mises en scène semi-circulaires et circulaires, incarnant les Cercles de l'Enfer que traverse le protagoniste. L'une des scènes clefs se situe sur l'île, lorsque Fliora, qui vient de manquer de se noyer dans la boue liquide, est lavé par les femmes et se fait faire une tonsure destinée à purifier l'adolescent avant d'entrer dans un nouveau cercle de l'enfer. Ce n'est qu'en toute fin de film que la « rédemption » intervient sous la forme d'une neige blanche recouvrant la terre, à l'image des robes blanches qui enveloppent les saints souffrants décrits dans le Livre de l'Apocalypse.
Malgré le lien étroit avec un lieu et un moment historique précis, le film se caractérise par des généralisations métaphoriques à grande échelle. Le protagoniste ne donne pas l'impression d'une personne dotée d'un état d'esprit délicat, mais son visage simple et son physique râblé permettent au spectateur d'associer l'adolescent à des gens ordinaires, dont les forces ont remporté la Grande Guerre patriotique. Une fois encore, la scène sur l'île est une métaphore destinée à souligner cette idée : le protagoniste se sent uni aux habitants de l'île et, comme le dit Klimov, « incarne l'âme du peuple ». En même temps, Fliora est le seul à sortir indemne de la grange incendiée, ce qui suggère qu'il a un poids sur la conscience pour avoir abandonné les villageois.
Pour le réalisateur, les nazis ne sont pas des êtres humains, mais des bêtes qui prétendent temporairement et maladroitement être des êtres humains. Leurs motivations profondes, qu'il s'agisse d'une foi sincère dans les paroles du Führer ou de la crainte pour leur propre vie, malgré une mention fugace dans la fin du film, ne sont pas prises en compte, bien que l'histoire d'Adamovitch intitulée Karateli (Каратели) décrive les étapes de la déchéance morale des personnes sélectionnées pour participer aux tueries parmi les prisonniers de guerre affamés. Dans le film, les nazis sont essentiellement présentés de manière générale et distante, avec la plasticité et le comportement d'êtres infernaux. Néanmoins, les assassins de masse de civils sont des personnages importants pour le réalisateur, qui a cherché à montrer à travers eux ce que les gens peuvent devenir lorsqu'ils franchissent le seuil de la moralité et de l'éthique, lorsque les lois de la guerre sont abandonnées et que la tuerie systématique est à son paroxysme de brutalité. Fliora, qui se trouve dans une situation extrême, en tant qu'incarnation du peuple, démontre la résilience d'un homme (et d'un peuple) capable d'endurer de telles souffrances.
La scène où Fliora tire sur le portrait d'Hitler représente la quintessence de la pensée de l'auteur. En tirant sur l'emblème de la violence, le portrait d'Hitler, à moitié immergé dans une flaque d'eau, Fliora renverse symboliquement le récit nazi, tout en chassant la force du mal, dont l'ampleur diminue visiblement. Néanmoins, Fliora ne parvient pas à tirer le coup de feu final sur le jeune Hitler : il ne s'est pas endurci et ne s'est pas assimilé à ses ennemis, malgré tout ce qu'il a enduré. Selon les critiques Marina Kouznetsova et Lilia Mamatova, une telle fin fait clairement passer le film d'un début hyperréaliste à un plan réaliste traditionnel, forçant le spectateur à percevoir le geste de Fliora comme une preuve de la force morale inépuisable du héros. Le critique littéraire Iouri Karyakine (ru) y voit « une grande métaphore de l'humanisme, qui fusionne la sagesse, la noblesse, le dépassement, semble-t-il, absolument irrésistible, et aussi, surtout, l'immédiateté du regard confiant d'un enfant, préservé malgré tout ».
« Флёра видит перед собой не монстра, а младенца, ни в чем не повинного, сидящего на руках у матери. И Флёра опускает винтовку. Звучит моцартовский «Реквием». Нашему взору открывается чистое небо. Что это? Победа? Или поражение? Так или иначе последний эпизод остаётся загадкой. Безусловно только одно: даже предельная, нечеловеческая жестокость и злоба не в силах погубить жизнь в её истоках »
— L'Encyclopédie du cinéma

« Fliora ne voit pas un monstre, mais un bébé, innocent, assis dans les bras de sa mère. Et Fliora pose son fusil. Le Requiem de Mozart se fait entendre. Un ciel clair s'offre à la vue. Qu'est-ce que c'est ? La victoire ? Ou la défaite ? Quoi qu'il en soit, la dernière scène reste un mystère. Une seule chose est sûre : même la cruauté et la méchanceté les plus inhumaines ne peuvent détruire la vie à sa source. »

### Techniques cinématographiques
Pour transmettre ses idées au spectateur, Elem Klimov a choisi une nouvelle méthodologie, qualifiée de « super cinéma » (сверхкино). Cette approche est guidée par les principes de l'« hyperréalisme » : une concentration excessive sur les détails et les objets de la vie réelle avec une absence caractéristique des émotions de l'auteur. La mise en œuvre technique de cette approche créative a été réalisée au moyen du système de stabilisation de caméra Steadicam, apparu dans la production cinématographique soviétique quelques années auparavant et qui n'avait pratiquement jamais été utilisé. Malgré la panne du système de télévision fourni par Belarusfilm, Rodionov a parfaitement filmé les scènes en mouvement, en adaptant le viseur optique de la caméra soviétique SK-1.
La capture de mouvement, l'un des principaux outils expressifs du cinéma moderne, étant sujette aux tremblements et aux fluctuations de l'image, l'un des deux ensembles Steadicam, acheté à Cinema Products contre des devises étrangères, a été utilisé pour le tournage de Requiem pour un massacre. Ce dispositif a permis au cadreur Alexeï Rodionov de stabiliser le cadre, donnant à la caméra le rôle d'un témoin froid et détaché des événements horribles. Cette analyse détachée, selon les termes de la scénariste et critique Marina Drozdova, a permis d'accomplir des tâches de mise en scène radicales avec une méticulosité sèche. Le radicalisme visuel dont fait preuve le film était étranger au cinéma soviétique du milieu des années 1980, ce qui a valu à Elem Klimov et à ses coscénaristes d'être blâmés pour le caractère naturaliste des scènes où la tension est à son comble. Les techniques visuelles telles que les longs plans et les panoramiques, combinées à ce que Denise Youngblood appelle la bande son « virtuose » du film, aboutissent à un silence « assourdissant » après la destruction du village. Répondant aux critiques sur l'esthétique choc du film, Klimov a déclaré que les gens n'ont pas oublié les horreurs de la guerre, et que cette mémoire continue à vivre dans les gènes des enfants et des petits-enfants, d'autant plus qu'à l'époque où le film a été tourné, beaucoup de ceux qui avaient vécu les événements décrits étaient encore en vie.
Le film accorde une attention particulière à la bande originale, composée par le compositeur Oleg Iantchenko (ru). L'instrument musical principal du thème est l'orgue, mais le développement de l'intrigue est souvent accompagné de bruits insolites, ainsi que de fragments soudains de musique déformée, comme si elle était jouée sur des instruments bruyants et désaccordés. Un exemple frappant d'une combinaison inhabituelle de sons est la commotion temporaire de Fliora après l'explosion d'une bombe, lorsque dans la perception de l'adolescent stupéfait, les sons lointains d'un orgue sont entrecoupés par le gazouilli de chant d'oiseaux et le bourdonnement d'insectes, tandis qu'un sifflement strident s'immisce au milieu de ces sons. La superposition des sons intensifie l'impact de la scène de l'incendie du village, lorsque la fumée du bâtiment en flammes s'élève vers le ciel noir, accompagnée des cris et des pleurs désespérés des victimes, des rires des nazis et du grondement des machines, formant une sorte de « symphonie apocalyptique ». Lors de la vocalisation de certaines scènes, plusieurs dizaines de phonogrammes originaux ont été utilisés simultanément pour créer l'effet désiré. Par exemple, le phonogramme accompagnant les actualités cinématographiques et la scène de la prise de vue du portrait d'Hitler a été « assemblé » à partir de 80 bandes magnétiques de dialogues et de répliques et de 20 enregistrements de bruits.
Parfois, la mélodie de Iantchenko est mélangée à des morceaux de musique connus (par exemple, Le Beau Danube bleu de Johann Strauss). Dans le dénouement, des séquences documentaires sont accompagnées de La Walkyrie de Richard Wagner, tandis que Glafira danse sur la musique du film Le Cirque (1936) de Grigori Alexandrov. Le film se termine par le Requiem de Mozart, à propos duquel Roger Ebert a écrit les lignes suivantes :
« Is it true that audiences demand some kind of release or catharsis? That we cannot accept a film that leaves us with no hope? That we struggle to find uplift in the mire of malevolence? There's a curious scene here in a wood, the sun falling down through the leaves, when the soundtrack, which has been grim and mournful, suddenly breaks free into Mozart. And what does this signify? A fantasy, I believe, and not Florya's, who has probably never heard such music. The Mozart descends into the film like a deus ex machina, to lift us from its despair. We can accept it if we want, but it changes nothing. It is like an ironic taunt. »
— Roger Ebert
        
« Est-il vrai que le public exige une sorte de libération ou de catharsis ? Que nous ne pouvons pas accepter un film qui ne nous laisse aucun espoir ? Que nous nous efforçons de trouver un soulagement dans le bourbier de la malveillance ? Il y a une scène curieuse dans un bois, le soleil tombant à travers les feuilles, lorsque la bande son, qui a été sinistre et triste, se libère soudain pour laisser place à Mozart. Qu'est-ce que cela signifie ? Un fantasme, je crois, et pas celui de Fliora, qui n'a probablement jamais entendu une telle musique. Le Mozart descend dans le film tel un deus ex machina, pour nous sortir de notre désespoir. On peut l'accepter si l'on veut, mais il ne change rien. C'est comme une raillerie ironique. »

### Impact et postérité
Selon Alexandre Chpagine, Klimov a fait un « bond en avant » avec son film lorsqu'il a rassemblé les motifs et traits communs du cinéma de guerre soviétique et les a « amenés dans la perspective métaphysique de l'enfer ». Chpagine estime que Klimov « a réalisé le film de guerre définitif dans le cinéma russe pendant au moins quinze ans » : les œuvres suivantes importantes, selon lui, ont été Le Coucou (2002) d'Alexandre Rogojkine et Les Nôtres (2004) de Dmitri Meskhiev. Le film a également influencé les maîtres reconnus de la mise en scène. L'effet de « surdité » et de bourdonnement d'oreille ressenti par Fliora après l'explosion d'un obus à proximité a été utilisé par Steven Spielberg dans le drame de guerre Il faut sauver le soldat Ryan (1998),. Le magazine allemand Ikonen a également noté l'influence du film sur le travail ultérieur du réalisateur Terrence Malick. Le chef opérateur britannique oscarisé Anthony Dod Mantle considère le travail d'Alexeï Rodionov dans le film comme le plus grand de l'histoire, notant en particulier la maîtrise des dernières scènes.